# Carrer de Sant Antoni (Begur)
El Carrer de Sant Antoni és una obra de Begur (Baix Empordà) inclosa a l'Inventari del Patrimoni Arquitectònic de Catalunya.

## Descripció
El carrer de Sant Antoni parteix del carrer de Bonaventura Carreras i puja fins al passeig de circumval·lació. És de traçat irregular; tanmateix, presenta una gran homogeneïtat arquitectònica, amb cases de pedra, vista o arrebossada, en general de planta baixa i un pis amb obertures emmarcades en pedra i cobertes de teula . Hi ha llindes que conserven dates.

## Història
Les cases del carrer de Sant Antoni van ser bastides fonamentalment durant els segles xviii i xix. El seu valor és tipològic, ja que mostren una gran unitat.